# Bassin minier de Lusace

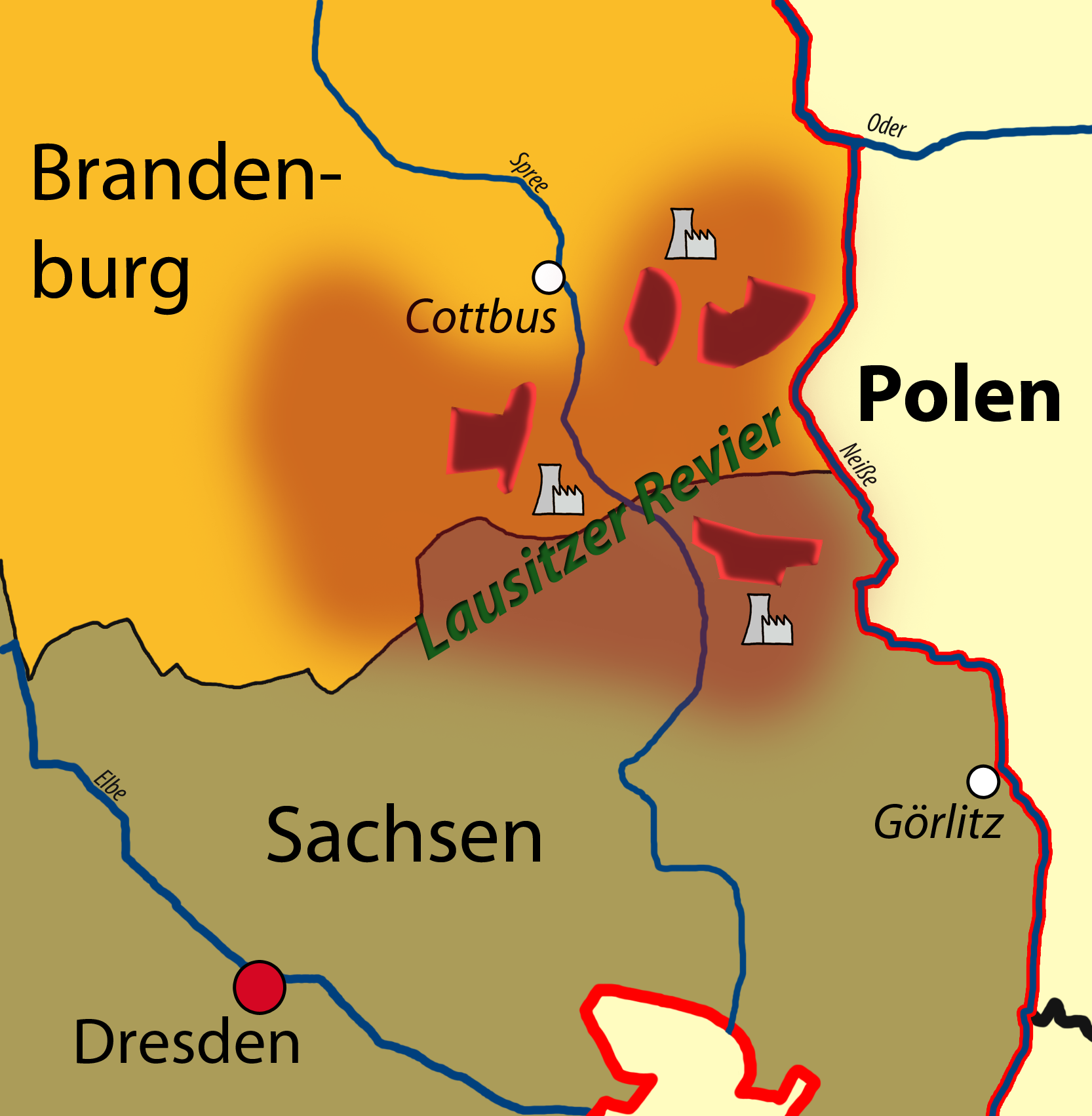
Carte du bassin minier entre le Brandebourg, la Saxe et la Pologne.

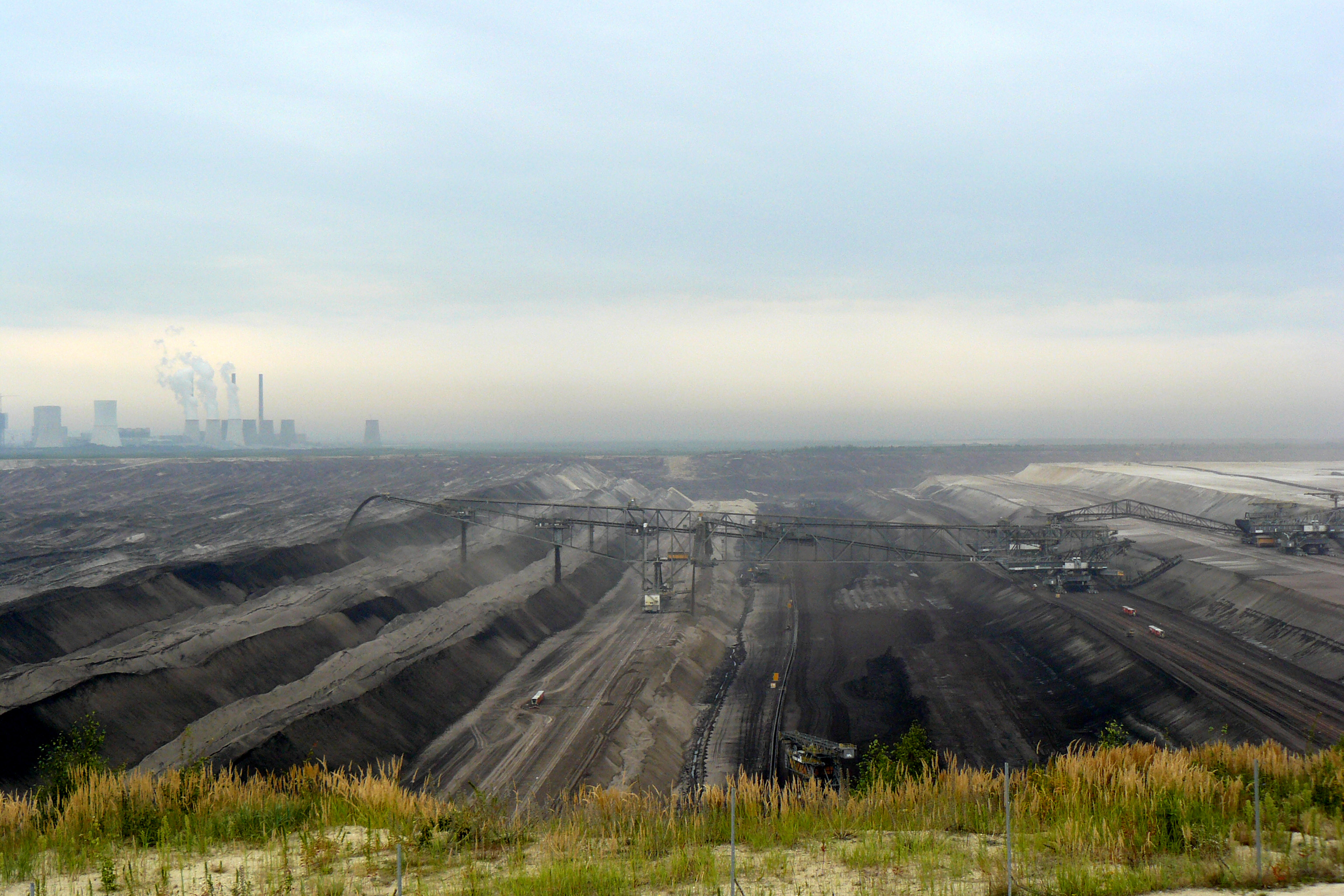
La mine de Nochten

Le bassin minier de Lusace désigne la zone d'extraction de lignite au sud-est du Brandebourg et au nord-est de la Saxe en Allemagne ainsi qu'à l'ouest de la voïvodie de Lubusz en Pologne. Les mines à ciel ouvert de Nochten, Reichwalde, Welzow-Süd et Jänschwalde sont aujourd'hui encore exploitées. Le lignite est ensuite utilisé dans les centrales électriques de Jänschwalde, Schwarze Pumpe et Boxberg et les centrales thermiques de Berlin-Klingenberg et Chemnitz. La puissance générée par les centrales est d'environ 8 000 mégawatts.
Depuis la Wende, une grande partie du bassin minier n'est plus exploitée et de larges zones sont en cours de réhabilitation, en particulier dans la partie saxonne et polonaise. L'arc morainique de Muskau, qui était autrefois exploité, est désormais un géoparc reconnu par l'UNESCO.

## Statistiques
Les gisements de lignite du second filon de Lusace ont un pouvoir calorifique de 7.900 à 9.300 kj/kg, la teneur en cendres se situe entre 6 et 14 %, la teneur en eau de 50 à 60 % et le teneur en soufre de 0,8 à 2,8 %. Les réserves du gisement sont évaluées à 12,1 milliards de tonnes, dont 3,6 milliards exploitables et 1,3 milliard de tonnes disponibles dans les mines actuelles. Le lignite de Lusace s'est formée il y a environ 15-20 millions d'années. Les filons sont situés à une profondeur de 35 à 120 mètres et sont d'une épaisseur de 8 à 16 mètres. En tout, le bassin minier de Lusace fournit 33 % du lignite allemand. On évalue le nombre d'emplois dans le bassin à 8.200, 25.000 en comptant les sous-traitants.
La production annuelle du bassin minier est en 2009 de l'ordre de 55,7 millions de tonnes de lignite, dont 41,5 millions de tonnes extraites dans le Brandebourg. C'est un des charbonnages de lignite les plus importants d'Allemagne puisque la production de lignite à l'échelle nationale est de 169,9 millions de tonnes en 2009. La production totale de lignite en Allemagne depuis 1800 est de 24,4 milliards de tonnes.
Les mines actives ont nécessité en 2009 quelque 230 millions de m3 d'eau, ce qui totalise plus que les besoins de tous les autres usagers comme l'industrie, l'agriculture ou les usines des eaux qui consomment ensemble sur le territoire du Brandebourg 160 millions de m3.

## Les mines

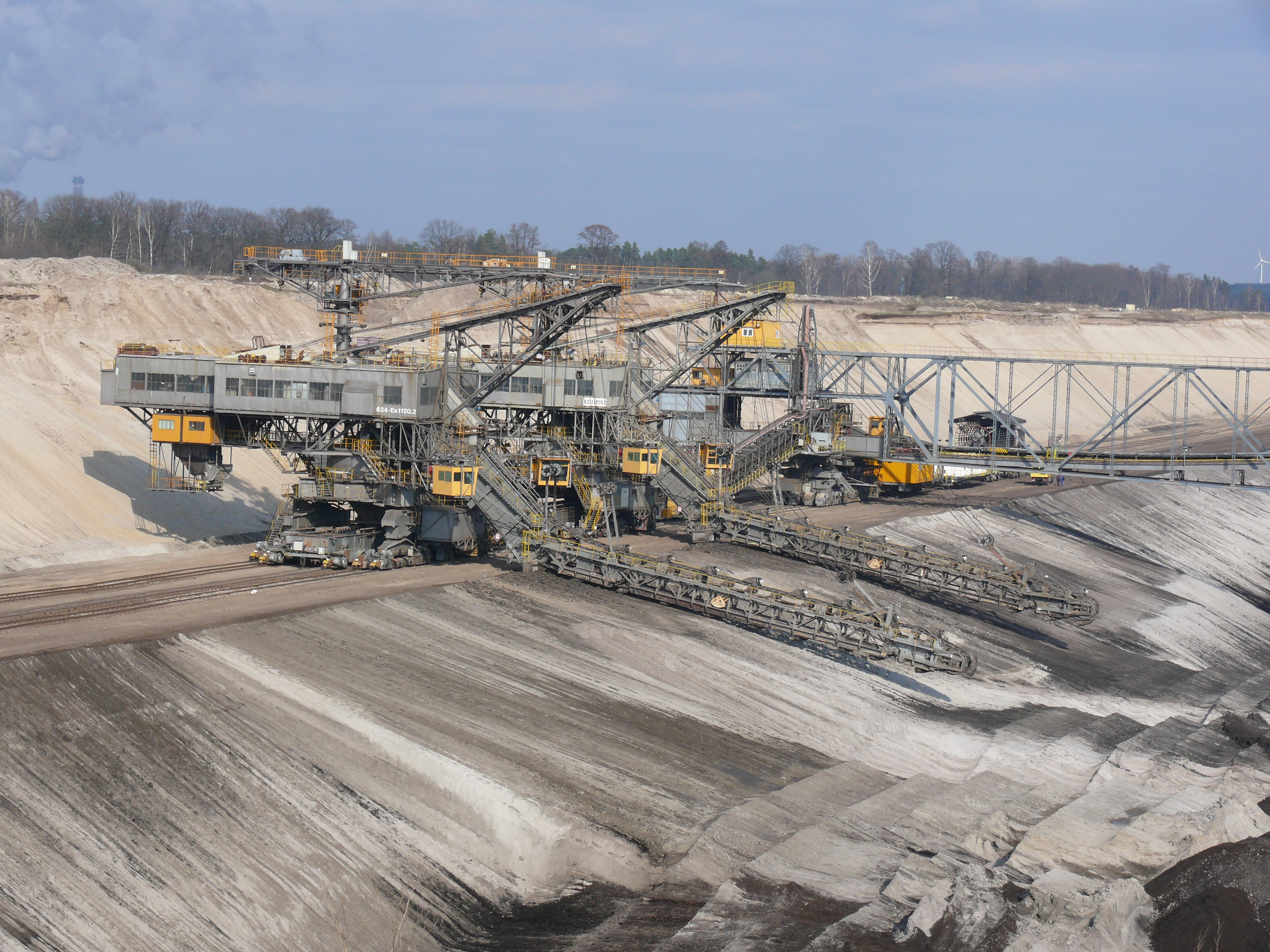
Des excavatrices dans la mine de Cottbus-Nord en 2007 (la mine a fermé en 2015).

Les mines en gras sont encore exploitées.
- Mine de Bärwalde (1973–1992), au sud de Weißwasser/à l'est d'Hoyerswerda, réhabilitée en tant que lac de Bärwalde
- Mine de Bluno (1955–1978), au sud-est de Spremberg, réhabilitée en tant que lac de Bluno-Sud
- Mine de Burghammer (1959–1973), au nord-est d'Hoyerswerda, réhabilitée en tant que lac de Bernstein
- Mine de Cottbus-Nord (1978–2015), à l'est de Cottbus, réhabilitée en tant que lac de Cottbus-Est
- Mine de Dreiweibern (1981–1989), à l'est d'Hoyerswerda, réhabilitée en tant que lac de Dreiweibern
- Mine de Gräbendorf (1981–1992), à l'ouest de Drebkau, réhabilitée en tant que lac de Gräbendorf
- Mine de Greifenhain (1936–1994), à l'ouest de Drebkau, réhabilitée en tant que lac d'Altdöbern
- Mine de Jänschwalde (seit 1974), à l'ouest de Forst/à l'est de Cottbus, réhabilitée en tant que lac Klinger
- Mine de Kleinleipisch (1946–1980), au sud-est de Finsterwalde
- Mine de Klettwitz (1951–1991), au sud-est de Finsterwalde/au nord de Senftenberg
- Mine de Klettwitz-Nord (1984–1992), au sud-est de Finsterwalde, réhabilitée en tant que lac de Bergheide
- Mine de Koschen (1953–1972), à l'est de Senftenberg, réhabilitée en tant que lac de Geierswald
- Mine de Laubusch/puits Erika (1918–1963), à l'ouest d'Hoyerswerda, réhabilitée en tant que lac Erika
- Mine de Lohsa (1950–1984), jusqu'en 1968: Mine de Werminghoff III/Glückauf III, à l'est d'Hoyerswerda, réhabilitée en tant que réservoir Lohsa II
- Mine de Meuro (1960–1999), au nord de Senftenberg, réhabilitée en tant que lac de Großräschen (lac Ilse)
- Mine de Niemtsch (1938–1966), au sud de Senftenberg, réhabilitée en tant que lac de Senftenberg
- Mine de Nochten (depuis 1968), au sud de Weißwasser
- Mine de Reichwalde (depuis 1985), au sud-est de Weißwasser
- Mine de Scheibe (1984–1996), à l'est d'Hoyerswerda, réhabilitée en tant que lac Scheibe
- Mine de Schlabendorf-Sud (1975–1991), au sud de Lübbenau, réhabilitée en tant que lac de Schlabendorf
- Mine de Schlabendorf-Nord (1959–1977), au sud de Lübbenau, réhabilitée en tant que lac de Lichtenau
- Mine de Sedlitz (1926–1980), au nord de Senftenberg, réhabilitée en tant que lac de Sedlitz
- Mine de Seese-Est (1983–1996), au sud de Lübbenau, réhabilitée en tant que lac de Bischdorf
- Mine de Seese-Ouest (1962–1978), au sud de Lübbenau, réhabilitée en tant que lac de Schönfeld
- Mine de Skado (1939–1977), südwestlich von Senftenberg, réhabilitée en tant que lac de Partwitz
- Mine de Spreetal/Mine Hoffnung III alias Brigitta (1908–1983), au nord d'Hoyerswerda, réhabilitée en tant que lac de Neuwiese, lac de Bluno-Sud, lac de Sabrodt et lac de Bergen
- Mine de Spreetal-Nord-Est (1983–1991), au nord d'Hoyerswerda, réhabilitée en tant que lac de Spreetal
- Mine de Welzow-Süd (depuis 1962), à l'ouest de Spremberg
- Mine de Werminghoff I (1913–1945), au sud-est d'Hoyerswerda, réhabilitée en tant que lac Knappen
- Mine de Werminghoff II/mine Glückauf II (1934–1960), à l'est d'Hoyerswerda, réhabilitée en tant que lac Silber/lac Mortka